# Crataegus dispar
Crataegus dispar es una especie de planta del género Crataegus, perteneciente a la familia Rosaceae.

## Taxonomía
Crataegus dispar fue descrita por Chauncey Delos Beadle en 1902.

## Distribución
Se encuentra en el territorio de Alabama, Florida, Georgia y Carolina del Sur.